# Schiedam

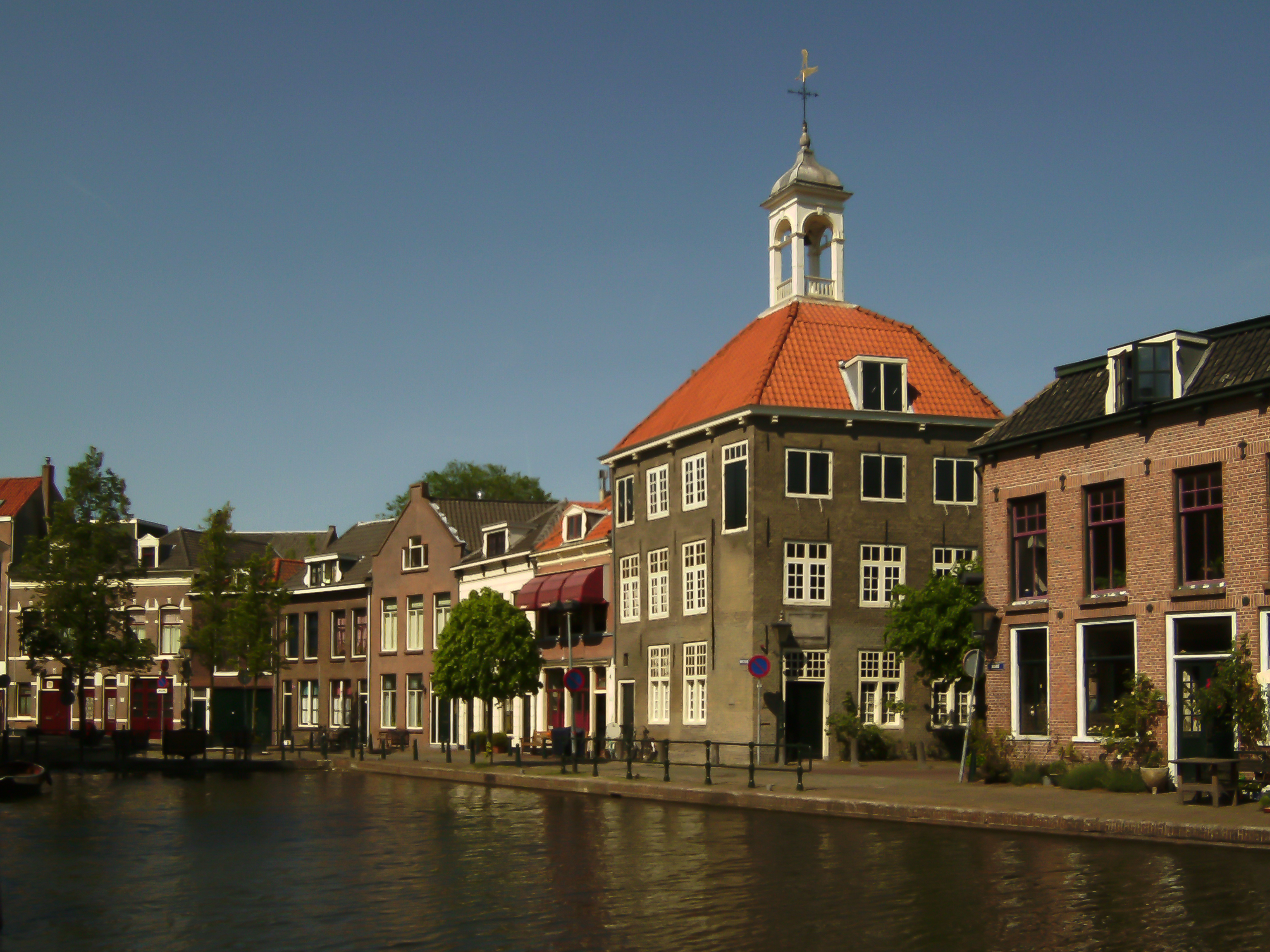
Schiedam

 Schiedam je město ležící v provincii Jižní Holandsko v Nizozemsku, které je součástí Rotterdamské metropolitní oblasti. Je známé pro jenever (gin), své historické centrum s kanály a nejvyšší větrné mlýny na světě. K roku 2006 zde žilo 75 111 obyvatel.

## Dějiny
Kolem roku 1250 byla na řece Schie vybudována přehrada kvůli ochraně polderů. Přehrada přilákala obchodní aktivity a díky nim kolem přehrady vzniklo malé město. To získalo v roce 1275 práva města od Aleidy van Avesnes, sestry Viléma II.